# Sighiștel, Bihor
Sighiștel este un sat în comuna Câmpani din județul Bihor, Crișana, România.

## Obiective turistice
- Rezervația naturală “Valea Sighiștelului” (412,6 ha).

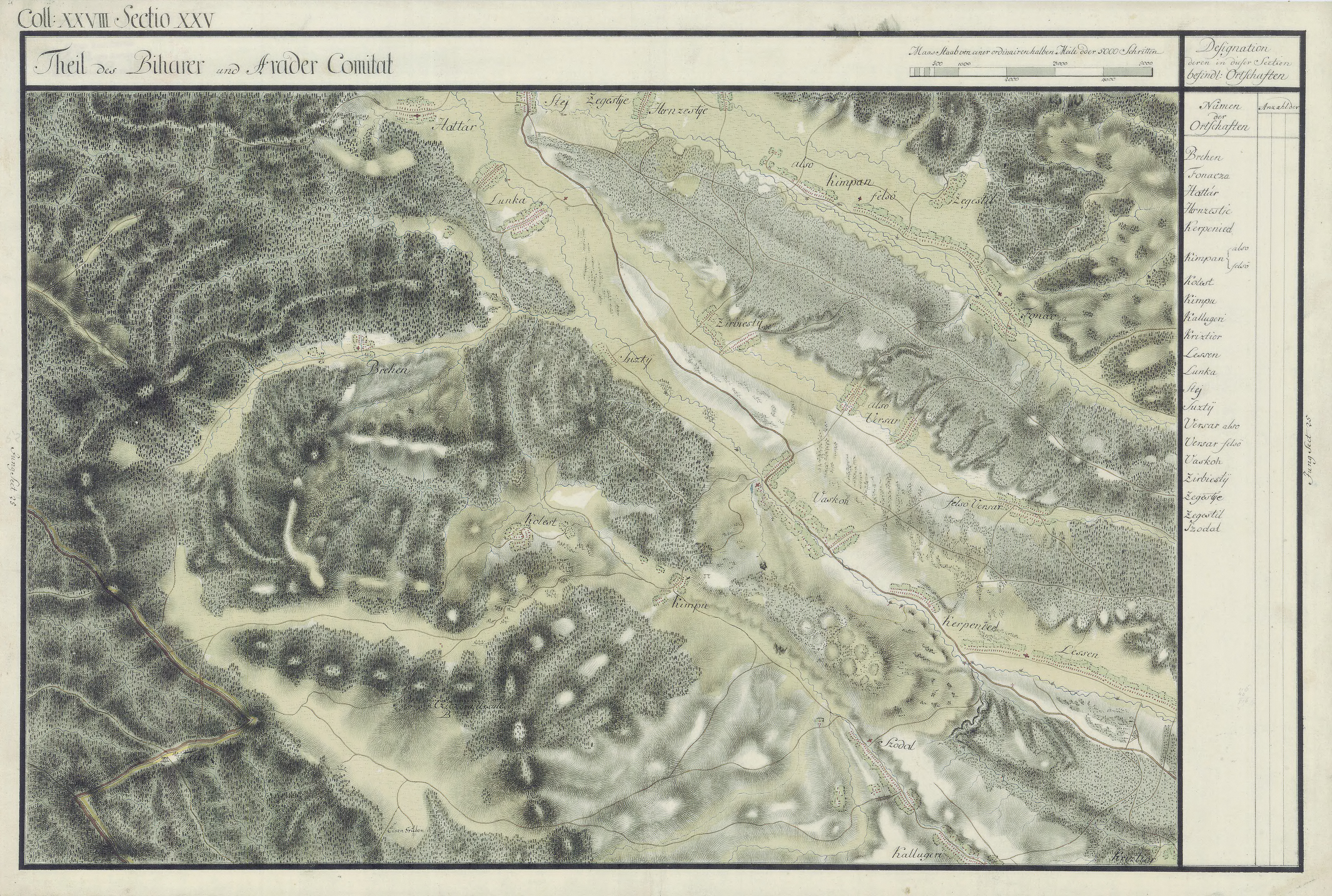
Sighiștel în Harta Iozefină a Comitatului Bihor, 1782-85

Pentru a ajunge în Sighiștel, de pe DN 75, în localitatea Câmpani urmați drumul pietruit din centrul localității. Altă variantă ar fi să treceți peste deal din Chișcău (Peștera Urșilor), urmând marcajul punct roșu. Bazinul Văii Sighiștelului adăpostește peste 200 de peșteri pe o suprafață de numai 10 kilometri pătrați.

## Peșteri în Sighiștel
- Peștera Calului este o mică peșteră situată la intrarea în canionul Sighiștelului, situată în versantul stâng
- Peștera Drăcoaia are o lungime sub 100 de metri însă impresionează prin giganticul său portal
- Peștera Măgura este una dintre cele mai frumoase peșteri de pe Valea Sighiștelului având numeroase formațiuni calcaroase care însă au fost deteriorate de vizitatori; are peste 1,5 km lungime; pentru a ajunge la această peșteră plecând din Sighiștel urmați marcajul triunghi albastru, apoi triunghi albastru și punct roșu, iar pe ultima sută de metri punct roșu
- Peștera Coliboaia se află în apropiere de peștera Măgura, având o intrare mai mică de 1,5 metri înălțime; are mai mult de 1 km lungime; podeaua peșterii este acoperită cu un strat gros de
- aceste 4 peșteri sunt populate de colonii de lilieci; colonii protejate

## Imagini

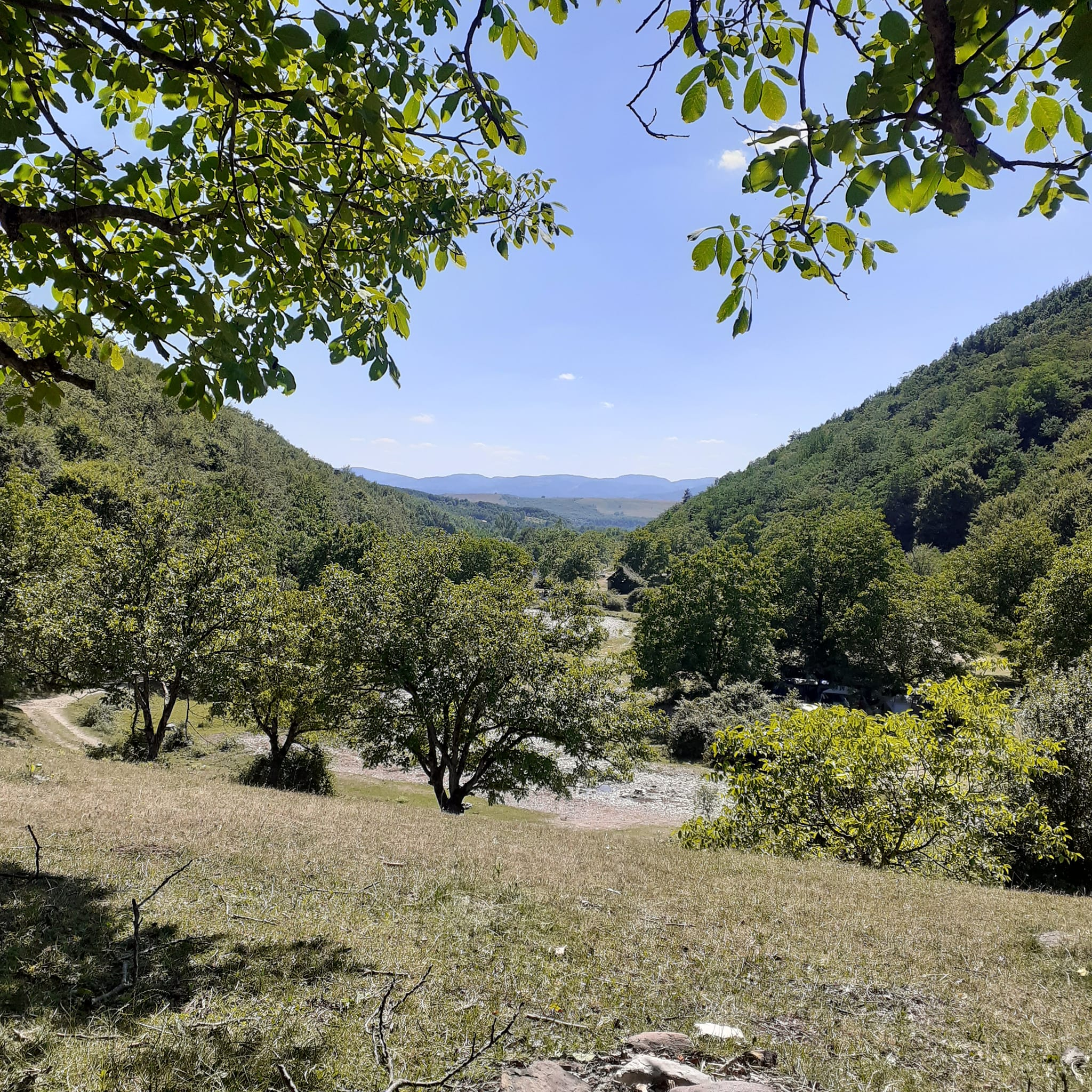
Valea Sighiștelului
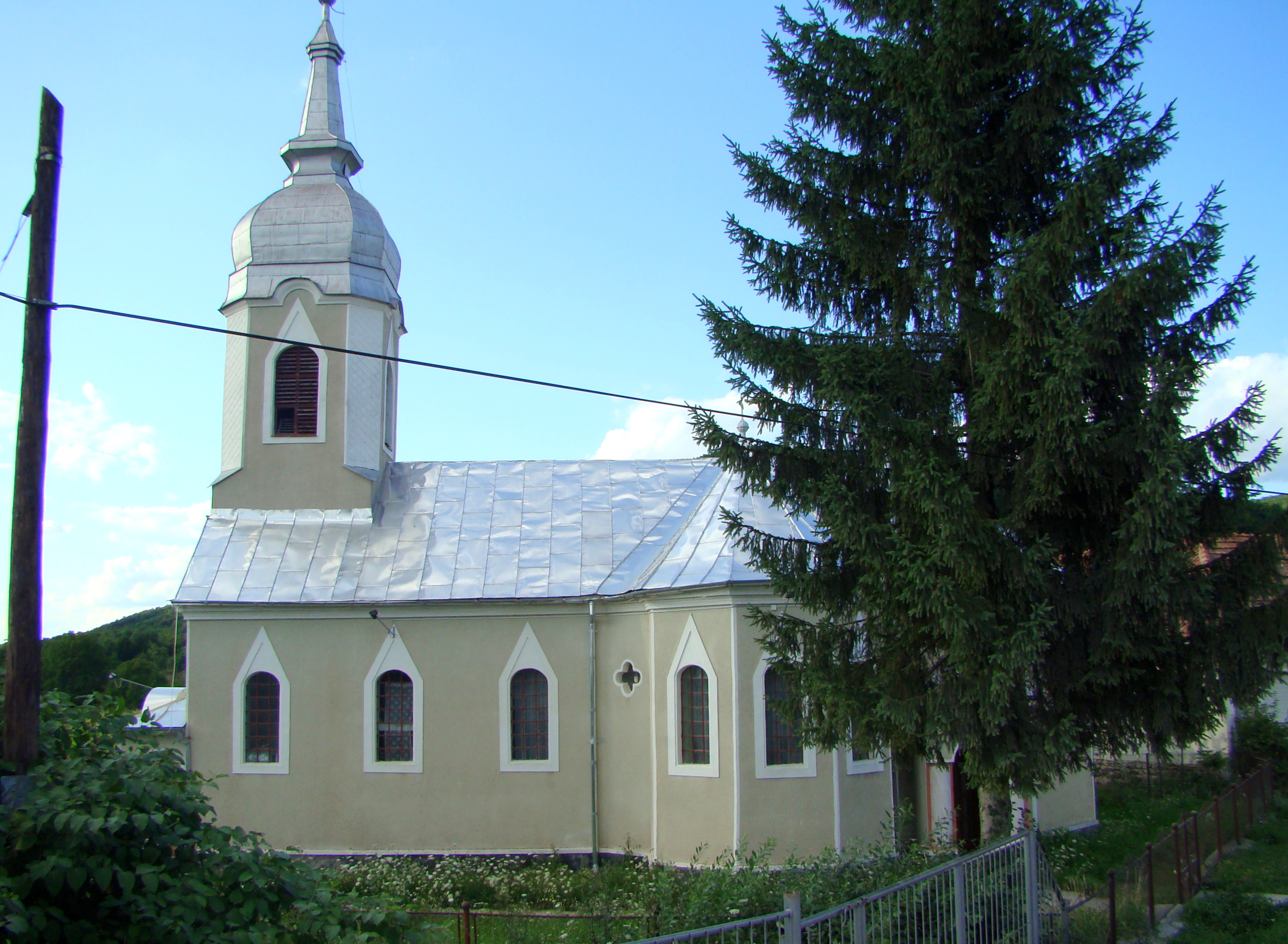
Biserica ortodoxă din Sighiștel (1943-1957)